# Kalinowo
Kalinowo (Kallinowen fino al 1938, Dreimühlen dal 1938 al 1945) è un comune rurale polacco del distretto di Ełk, nel voivodato della Varmia-Masuria.
Ricopre una superficie di 285,17 km² e nel 2004 contava 7 047 abitanti.
Comunità urbane e rurali:
| - Borzymy (Borszymmen, 1938-1945: Borschimmen) - Czyńcze (Czynczen, 1938-1945: Zinschen) - Długie (Dluggen, 1938-1945: Langenhöh) - Dorsze (Dorschen) - Dudki (Duttken, 1938-1945: Petzkau) - Golubie (Gollubien A, 1938-1945: Gollen) - Golubka (Gollupken, 1938-1945: Lübeckfelde) - Ginie (Gingen) - Grądzkie Ełckie (Gronsken, 1938-1945: Steinkendorf) - Iwaśki (Iwaschken, 1938-1945: Hansbruch) - Jędrzejki (Jendreyken, 1938-1945: Andreken) - Koleśniki (Kolleschnicken, 1938-1945: Jürgenau) - Krzyżewo (Krzysewen, 1928-1945: Kreuzborn) - Kucze (Kutzen) - Kulesze (Kulessen) | - Laski Małe (Klein Lasken) - Laski Wielkie (Groß Lasken) - Lisewo (Lyssewen, 1938-1945: Lissau) - Łoje (Loyen, 1938-1945: Loien) - Makosieje (Makoscheyen, 1938-1945: Ehrenwalde) - Marcinowo (Marczynowen, 1928-1945: Martinshöhe) - Mazurowo (Sieden) - Maże (Maaschen, 1938-1945: Maschen) - Mikołajki (Rogallen) - Milewo (Millewen, 1938-1945: Millau) - Piętki (Pientken, 1938-1945: Blumental) - Pisanica (Pissanitzen, 1926-1945: Ebenfelde) - Prawdziska (Prawdzisken, 1939-1945: Reiffenrode) - Romanowo (Romanowen, 1938-1945: Heldenfelde) - Romoty (Romotten) | - Ryczywół (Marienhof) - Skomętno Wielkie (Skomentnen, 1938-1945: Skomanten) - Skrzypki (Skrzypken, 1926-1945: Geigenau) - Stacze (Statzen) - Stare Cimochy (Alt Czymochen, 1929-1945: Finsterwalde) - Stożne (Stoosznen, 1938-1945: Stosnau) - Sypitki (Sypittken, 1938-1945: Vierbrücken) - Szczudły (Szczudlen, 1938-1945: Georgsfelde) - Turowo (Thurowen, 1938-1945: Auersberg) - Wierzbowo (Wierzbowen, 1938-1945: Waldwerder) - Wysokie (Wyssocken, 1938-1945: Waltershöhe) - Zaborowo (Saborowen), 1938-1945: Reichenwalde) - Zanie (Sanien, 1938-1945: Berndhöfen) - Zocie (Soczien, 1938-1945: Kechlersdorf) |

Altre località: Kokoszki (Hennenberg) e Przepiórki (Wachteldorf).